# 彼得·摩根
彼得·摩根（英語：Peter Morgan，1963年4月10日—），英国影視編劇及舞台劇作家，曾兩度獲得奧斯卡金像獎提名，代表作品包括《The Deal》、《英女皇》、《最後的蘇格蘭王》、《驚世真言》、《极速风流》和《王冠》。

## 生平
生于伦敦，在他九岁时父亲去世，后来毕业于里茲大學美术专业。
2016年起，他與演員吉蓮·安德森交往。